# Roadkill Extravaganza
Roadkill Extravaganza (A True Roadmovie) – film dokumentalny norweskiej grupy muzycznej Satyricon. Obraz ukazał się w 2001 roku na kasecie VHS i płycie DVD. Dokument został wydany przez należącą do lidera zespołu Sigurda „Satyra” Wongravena wytwórnię muzyczną Moonfog Productions. Wongraven był także odpowiedzialny za reżyserię.
Materiał został zarejestrowany w 2000 roku podczas światowej trasy koncertowej formacji Satyricon m.in. z takimi zespołami jak: Pantera, Immortal, Angelcorpse, Hecate Enthroned, Krisiun czy Behemoth. Ówczesny koncertowy skład oprócz Sigurda „Satyra” Wongravena i Kjetila-Vidara „Frosta” Haraldstada tworzyli: Steinar „Azarak” Gundersen, Terje „Cyrus” Andersen, Jan Erik „Tyr” Tiwaz oraz Kine Hult. Głównym operatorem kamery był Neil Solheim, część filmu zarejestrowali członkowie zespołu Satyricon, a także pracownicy obsługi technicznej.
W filmie wystąpili liczni muzycy związani ze sceną muzyki heavymetalowej, w tym m.in.: Phil Anselmo, Rex Brown, Dimebag Darrell, Olve „Abbath” Eikemo, Tomas „Samoth” Haugen, Conrad „Cronos” Lant, Shane Embury, Bård „Faust” Eithun, Trym Torson, Gylve „Fenriz” Nagell, Ted „Nocturno Culto” Skjellum, Adam „Nergal” Darski oraz Vinnie Paul.